# Chalain-d'Uzore
Chalain-d'Uzore là một xã trong tỉnh Loire miền trung nước Pháp.